# Guerre des Demoiselles
Ne doit pas être confondu avec La Guerre des Demoiselles.

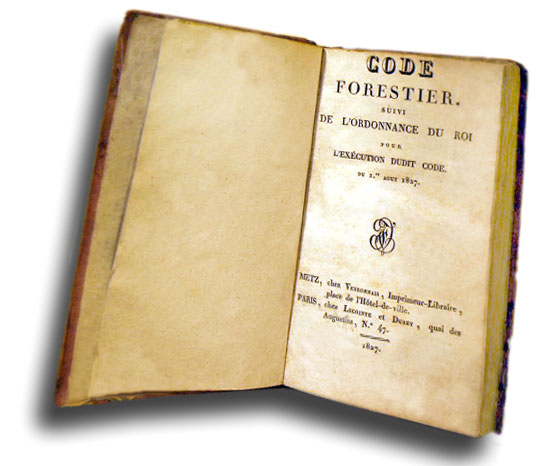
Exemplaire du Code forestier de 1827

La guerre des Demoiselles est une rébellion ayant lieu en Ariège de 1829 à 1832, et se prolongeant de façon moins intense jusqu'en 1872. Elle est une réaction au Code forestier de 1827. C'est le mouvement de contestation le plus connu parmi ceux qui se développent dans les Pyrénées au XIXe siècle.
Selon l'idée la plus établie, elle doit son nom au fait que les paysans apparaissent plus ou moins déguisés en femmes pour mener leurs attaques. Cependant, une autre hypothèse moins connue, mais plus crédible du point de vue ethnographique, vient du fait que « demoiselle » est un autre terme pour désigner les « hadas » dans les contes et la culture populaire pyrénéenne,. Selon, l'historien Jean-Francois Soulet, à propos des guerres des Demoiselles, « encore au XIXe siècle, la forêt pyrénéenne est un espace sacré peuplé d’êtres surnaturels, fantômes, diables et surtout fées, ces dames blanches mobiles et insaisissables »... Pour combattre les politiques d'aménagement du territoire et de reforestation de l’État central, le saccage des plantations était mené la nuit, et était faussement et volontairement attribué aux « demoiselles » par les locaux.
La guerre des Demoiselles bénéficie d'un regain d'intérêt en raison de la notion de « commun » ou des « communs », cités notamment comme un exemple de gestion collective et de résistance à la logique de propriété exclusive par l'économiste toulousaine Geneviève Azam.

## Cause
La rébellion est due au vote, le 27 mai 1827, d'une nouvelle réglementation du code forestier, qui est effectivement appliquée à partir de 1829. Ce nouveau code impose « une nouvelle réglementation de l'usage des forêts, en particulier concernant le ramassage du bois, les coupes et surtout le pâturage désormais mis en défens (interdit), le droit de marronnage, et les droits de chasse, de pêche et de cueillette ». Il s'agit surtout de la rupture de l'équilibre entre le système traditionnel agrosylvopastoral pyrénéen et le système technico-économique de propriétaires s'appuyant sur le code forestier et désirant intensifier le charbonnage afin d'alimenter principalement l'industrie.
Avec l'accroissement démographique sont notées dans les Pyrénées une augmentation de la pression sur les espaces forestiers, une augmentation des troupeaux et une augmentation de la demande en fer, donc en bois ; l'un des groupes doit céder: les maîtres de forges qui ont l'appui du pouvoir politique l'emportent,.

## Déroulement

### Castillonnais et vallée de Massat (1829-1830)

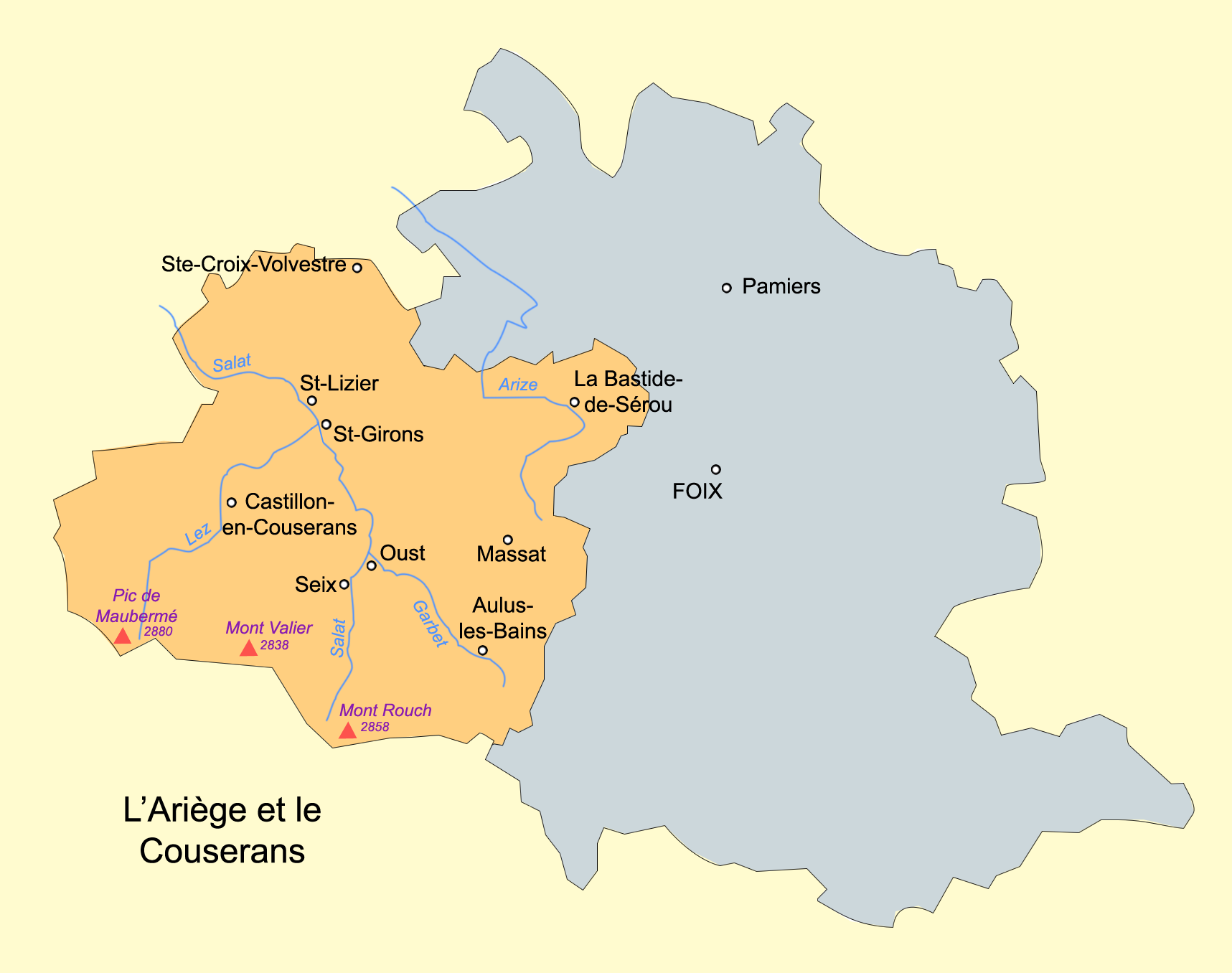
Situation du Couserans dans le département de l'Ariège

Entre le printemps 1829 et le printemps 1830, les révoltés sont très nombreux (de 300 à 400 individus, selon les procès-verbaux) et les sorties des « Demoiselles » très fréquentes. Ce nom est donné aux paysans, car ils apparaissent « plus ou moins déguisés en femmes », avec de longues chemises blanches ou des peaux de moutons, des foulards ou des perruques, le visage noirci ou caché, pour attaquer — essentiellement la nuit — les grands propriétaires, les gardes forestiers et gendarmes, les maîtres de forges et les charbonniers.
Les troubles se concentrent dans deux parties du Couserans (dans l'ouest du département de l'Ariège) ; d'abord le Castillonnais, au sud-ouest de Saint-Girons, jusqu'en décembre 1829 ; puis la vallée de Massat, en janvier 1830.
À compter du printemps 1830, la révolte s'étend à l'ensemble du département. Durant cette période, les « Demoiselles » ne manifestent pas de revendications à caractère social. Elles s'en prennent à tous ceux qui les empêchent de jouir des forêts en toute liberté : gardes, gendarmes et charbonniers. Les résistances aux saisies du bétail (occupé à la dépaisance dans les espaces forestiers défendus) constituent les premières véritables occasions de sorties pour les Demoiselles.
Elles apparaissent pour la première fois au cours d'une de ces opérations de saisie, dans la forêt de Saint-Lary, entre le 25 et le 30 mai 1829. Vingt gardes forestiers, ayant surpris six bergers en délit avec leurs troupeaux, veulent s'emparer des bêtes ; mais ils se retrouvent très rapidement face à une centaine de paysans déguisés et armés qui les insultent, leur jettent des pierres et tirent même des coups de fusil. Effrayés et impuissants, les gardes se retirent.
Au mois de juillet 1829, les incidents de ce genre se multiplient et des renforts de gendarmerie — quatre brigades, deux compagnies de ligne sillonnent le Castillonnais et la Bellongue ; deux compagnies surveillent le Saint-Gironnais — n'empêchent pas l'insurrection de s'étendre. Les révoltés ont recours à des tactiques de guérilla consistant à éviter l'affrontement direct avec la troupe et à privilégier les escarmouches avec les gardes forestiers.
À la mi-août 1829, une nouvelle tentative de saisie de bétail en Bellongue, près du petit village de Buzan, provoque l'un des plus vifs affrontements de l'année. Le 16 de ce mois, un inspecteur, deux géomètres et plusieurs gardes et agents forestiers, venus marquer la coupe usagère dans la forêt de Buzan, découvrent deux troupeaux de moutons en infraction. Leurs bergers ayant refusé de décliner leur identité, ils sont ligotés en attendant d'être écroués. Aussitôt, plusieurs habitants du village et communes voisines, qui étaient présents au moment de l'altercation, manifestent hautement leur mécontentement. Le tocsin retentit, ameutant les populations alentour. Une armée furieuse de « Demoiselles », munie de bâtons, de faux et de fusils, intervient et libère les prisonniers. Lorsque quelques jours après les gendarmes se présentent pour arrêter les deux bergers, un nouvel attroupement des plus menaçants se forme.
Durant l'été 1829, les « Demoiselles » s'en prennent aussi aux charbonniers, accusés d'exploiter les arbres. Au mois de juin, des charbonniers font l'objet de violences à Sentein, en vallée du Biros, puis en juillet à Ustou, dans le sud du Saint-Gironnais : leurs charbonnières sont incendiées, leurs cabanes et leurs biens détruits et ils essuient plusieurs coups de fusil. Dans la nuit du 29 août, les Demoiselles envahissent la forêt d'Augirein, en Bellongue, exploitée par les charbonniers de la forge d'Engomer. En novembre, les charbonniers de Buzan sont sommés, sur un placard, de quitter la forêt avant qu'il ne leur arrive malheur. L'hostilité des Demoiselles se poursuit jusqu'au printemps 1830 et, dès le mois d'avril de cette année, une trentaine de charbonniers sont mis en fuite et blessés dans la forêt de Saint-Lary.
Les gardes forestiers, insultés, malmenés et terrorisés, sont également la cible privilégiée des « Demoiselles ». Le 17 décembre 1829, les gardes de la vallée d'Autrech, sur la commune de Saint-Lary, décident de cesser tout service après avoir été menacés par quinze Demoiselles armées de haches. Le 21 janvier 1830, un garde de la famille Lafont de Sentenac est blessé à la tête par un coup de hache et les menaces contre les gardes forestiers augmentent en intensité. La révolte commence à s'étendre de la zone de Massat au massif de l'Arize. Ainsi, une bande de Demoiselles cerne la maison des Delpla-Roquemaurel et chasse leurs gardes privés. De janvier à mai 1830, les actions se multiplient. Le 27 janvier, les Demoiselles pillent la tour Laffont, vers Boussenac, qui servait d'abri aux gardes ; le 17 février, elles saccagent la maison de l'un d'eux à la Bernède ; le 29 mars, 200 Demoiselles somment le maire de Rivèrenert de leur livrer les gardes. Enfin, dans la nuit du 10 au 11 mai, une centaine de Demoiselles attaquent à coups de fusil la maison d'un garde à Saleich, à dix kilomètres au sud de Salies-du-Salat, dans la Haute-Garonne. Le garde riposte et blesse à mort un jeune assaillant de vingt ans.
Ces actions simples et directes, menées contre tous ceux qui entravent la libre utilisation des forêts, sont très rapidement populaires, et le mouvement ne tarde pas à s'étendre dans les régions voisines du département de l'Ariège.

### Propagation de la révolte (1830-1832)
Confortée par les succès de ces premières actions de guérilla, la révolte se propage dans la vallée d'Arbas, en Haute-Garonne, et à la haute Ariège, dans le canton des Cabannes et dans la région d'Ax. À partir de janvier 1830, une bonne partie du département de l'Ariège est en effervescence, et les Demoiselles effectuent plusieurs démonstrations de force. Le 24 janvier, à Balaguères (Castillonnais), le jour de la fête locale, elles défilent dans les rues armées de haches et de fusils, au son d'un hautbois et d'un tambour. Trois jours plus tard, 400 à 500 Demoiselles défilent à Massat en criant : « À bas les gardes forestiers ! » Le 17 février, elles sont à peu près le double et le maire réussit à éviter l'affrontement de justesse.
De telles manifestations démontrent le soutien dont bénéficient les Demoiselles auprès des populations et des autorités locales, comme les maires. Les renforts de troupe envoyés sur place se révèlent inopérants, car les actions de guérilla des révoltés sont sporadiques et se développent sur des territoires de montagne très accidentés et mal connus. En 1829 et 1830, les hautes autorités ne s'alarment guère de cette révolte, car les revendications des Demoiselles contre l'administration forestière ne paraissent pas exorbitantes.
À partir de l'été 1830, les actions se font plus violentes et s'étendent à toute l'Ariège. Elles sont dirigées notamment contre les maîtres de forges.
Le 27 septembre, une commission départementale des forêts est mise en place. Les troubles cessent. Ils reprennent en novembre, jusqu'à mars 1831. En mai 1832, de nouvelles actions violentes sont menées à Ustou.

### Troubles sporadiques (1833-1872)

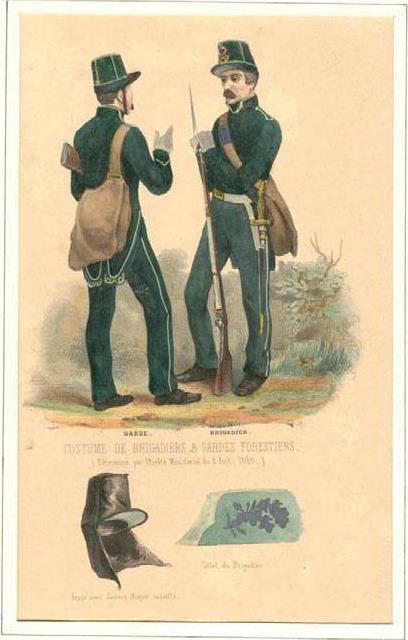
Brigadier et garde forestiers en 1871

Moins importants, les troubles se manifestent néanmoins de façon sporadique dans les années qui suivent, jusqu'en 1872.

## Études
Plusieurs séries d'études sont menées sur le sujet.
La plus ancienne est celle de Prosper Barousse, publiée en 1839. Plus poète qu'historien, Barousse décrit la légende qui très tôt naquit des exploits des Demoiselles. Faisant retentir dans tout le pays le son de leurs trompes, communiquant par des signaux de fumée, les révoltés ariégeois sont décrits comme de véritables corps organisés et disciplinés, obéissant à des chefs de guerre. Barousse contribue à populariser le mythe de Jean Vidalou, un pauvre berger devenu grand général des Demoiselles. Il reçoit ses instructions d'un personnage mystérieux avec lequel il a rendez-vous la nuit. Barousse, qui prend de sérieuses libertés avec l'histoire, forge ainsi l'image d'un chef hors du commun. Ce faisant, il n'est pas le premier à exploiter à des fins littéraires la révolte ariégeoise.
La première étude vraiment historique sur le sujet est celle de Michel Dubedat, en 1900. Sommaire et incomplète, peu dégagée de l'esprit de la précédente, elle apporte cependant une vision globale du déroulement des faits.
Vers 1930, René Dupont reprend le sujet avec la volonté d'élaborer une étude rigoureusement historique, en dépouillant les dossiers des archives départementales de l'Ariège. Il parvient à reconstituer minutieusement la chronologie des troubles et à en présenter une interprétation. Ses travaux sont abondamment réutilisés dans les études qui suivent. Ainsi, une thèse de 3e cycle — s'appuyant sur de nouveaux éléments issus des Archives nationales — est soutenue par Louis Clarenc sur les Délits forestiers et troubles politiques dans les Pyrénées centrales de 1827 à 1851, à l'université de Toulouse.
En 1969, François Baby s'intéresse à un aspect inédit de cette révolte : la place et le rôle du folklore. Le résultat de son étude est un mémoire de lettres, publié en 1972 et préfacé par René Nelli, spécialiste de l'histoire occitane.
Jean-François Soulet enfin replace la guerre des Demoiselles dans la mouvance des contestations collectives du monde pyrénéen. Il apporte une lumière nouvelle en présentant la révolte comme une des manifestations, déjà anciennes, d'opposition de la société civile à l'entreprise centralisatrice de l'État. Son travail montre que la guerre des Demoiselles est à considérer comme « un maillon dans une longue chaîne de révoltes débutant bien avant 1829, se poursuivant bien au-delà de 1831 et intéressant, à un moment ou à un autre, presque toutes les vallées pyrénéennes ». On mettra en parallèle son travail avec celui de Peter Sahlins, brillant essai d'ethno-histoire.

## Évocations artistiques

### Théâtre
Cette rébellion inspire dès 1830 la pièce Le Drame des Demoiselles, qui se joue au théâtre des Variétés, à Paris[source insuffisante].

### Cinéma
En 1983, Jacques Nichet réalise un long-métrage de 90 minutes intitulé La Guerre des Demoiselles, coproduit par Adria Films et France 3 Cinéma.

### Télévision
En 1976, le service de production de la première chaîne de télévision française TF1 confie à Gérard Guillaume et Jeanne Labrune la réalisation d'un long métrage (deux épisodes) intitulé : La Guerre des Demoiselles tourné en haute Ariège (Massat) avec des acteurs professionnels et des intervenants locaux. À la fois essai sur la mémoire collective et participation militante contre le projet de parc national de Haute-Ariège, alors très discuté, ce film ne sera diffusé qu'une fois bien qu'il ait reçu un accueil enthousiaste des populations autochtones lors de projections privées suivies de débats animés.
La thèse d’État de l'universitaire François Baby constituait la trame historique d'un scénario établissant un parallèle entre la révolte des paysans au XIXe siècle et le courant protestataire, dominé par les occitanistes, alors très prospère ayant pour épicentre le Larzac. Le film est disponible aux archives de l'INA.

### Spectacles
Les 14 et 15 août 2019 s'est déroulé à Castillon-en-Couserans le premier spectacle son et lumière de « La guerre des Demoiselles » avec de nombreux figurants locaux.
En 2022 le spectacle a été joué à nouveau sur le même site. Les 20 et 21 août le nouveau bureau de l'association a gagné son pari au delà de ses espérances.
En 2024 l'association "guerre des demoiselles" jouera un spectacle sur les colporteurs de Couserans en collaboration avec le musée des colporteurs de Soueix Rogalle